# Sarsina purpurascens
Sarsina purpurascens är en fjärilsart som beskrevs av Walker 1855. Sarsina purpurascens ingår i släktet Sarsina och familjen tofsspinnare. Inga underarter finns listade.